# Remolada

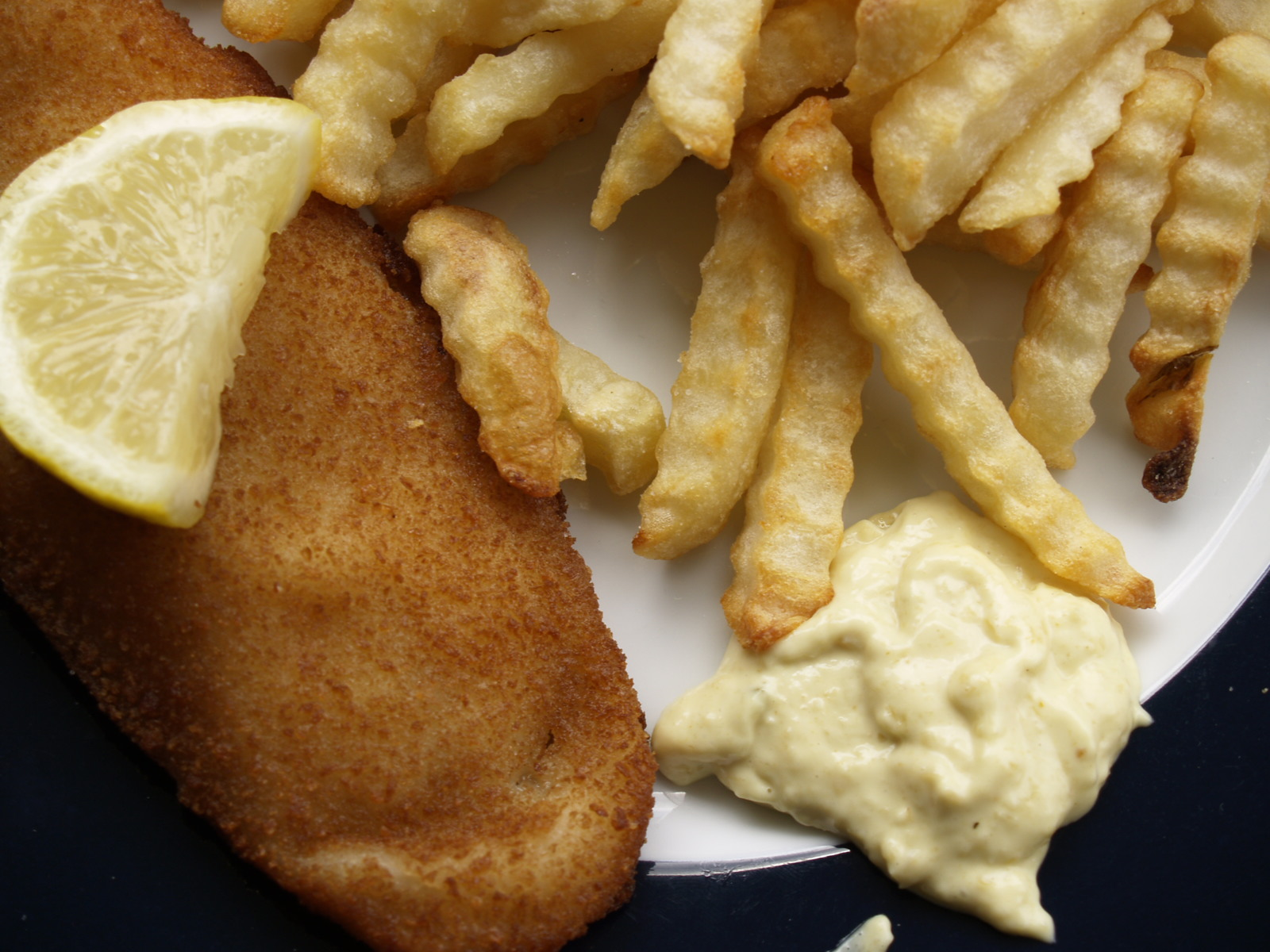
Remolada acompanyada de peix i patates fregides.

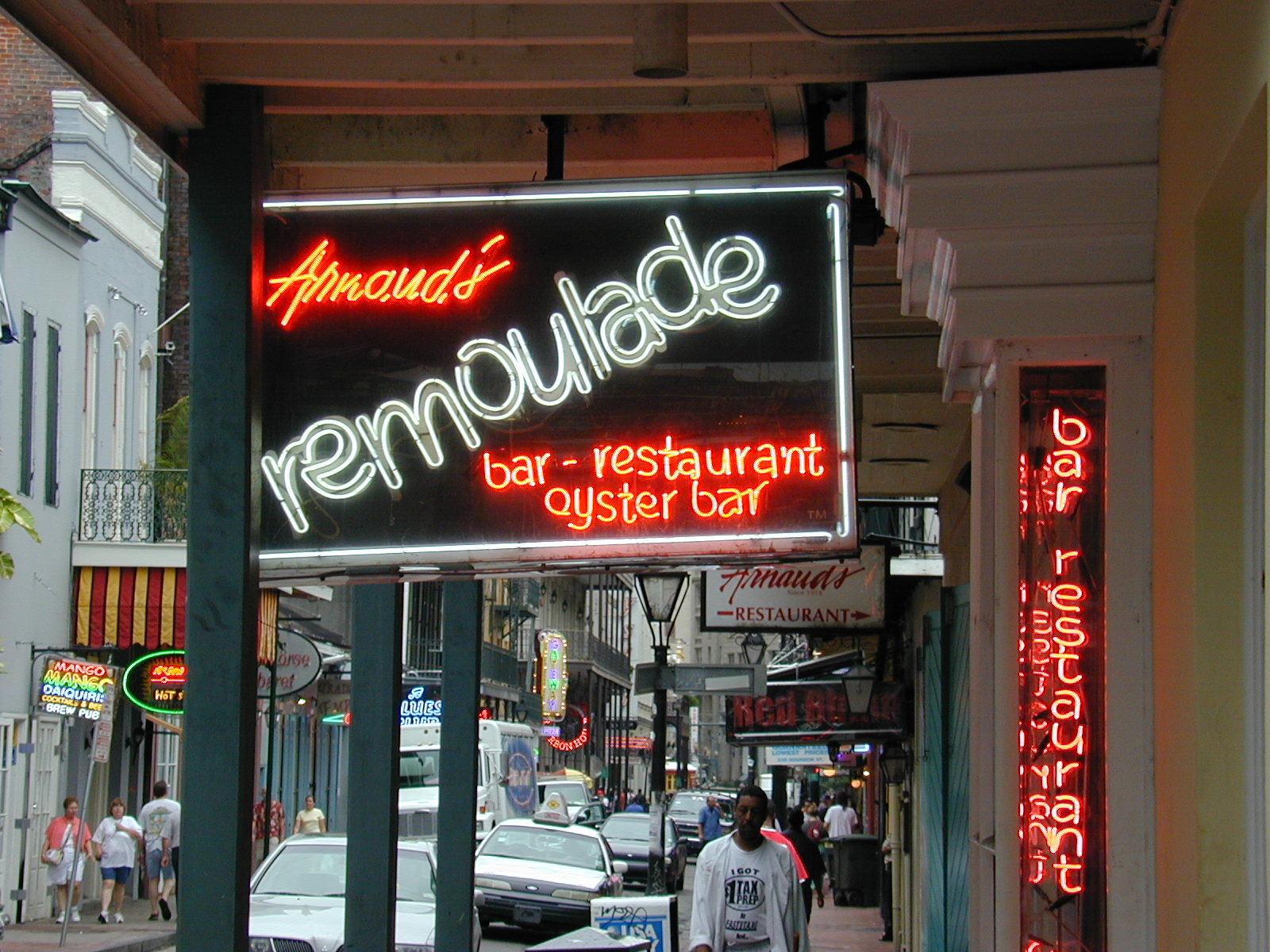
Rètol lluminós d'un restaurant de Nova Orleans anomenat Arnaud's Remoulade.

La remolada (en francès rémoulade) és una salsa feta amb maionesa a la qual s'afegeix mostassa i escalunyes tallades amb estisora, tàperes i cogombrets trinxats, i herbes aromàtiques fresques (cibula, estragó, cerfull, pimprenella).
Inventada, pel que sembla, a Occitània, a França se sol menjar el céleri à la rémoulade (api en remolada), és molt popular a Dinamarca i a Louisiana on se li afegeix Cayenne per a condimentar-la.